# Claudia Kalin
Claudia Kalin (* 7. September 1992 in Marsberg) ist eine deutsche Fußballspielerin, deren spielerischer Verbleib seit dem 1. Juli 2017 unbekannt ist.

## Karriere

### Vereine
Kalin begann in Warburg im Stadtteil Scherfede beim SV Westfalia 03 Scherfede mit dem Fußballspielen. Im Alter von 15 Jahren wechselte sie in die B-Jugendabteilung der SG Wattenscheid 09. Mit Beginn des Kalenderjahres 2009 rückte sie im Alter von 16 Jahren in die erste Mannschaft auf, für die sie in der Rückrunde der Saison 2008/09 zwölf Punktspiele in der Gruppe Süd der seinerzeit zweigleisigen 2. Bundesliga bestritt und ein Tor erzielte.
Anschließend spielte sie von 2009 bis 2011 für den Bundesligisten SC 07 Bad Neuenahr. Ihr Pflichtspieldebüt gab sie zum Saisonauftakt am 20. September 2009 beim 2:0-Sieg im Auswärtsspiel gegen den Aufsteiger Tennis Borussia Berlin und krönte dieses gleich mit ihrem ersten Tor, dem Treffer zum Endstand in der 84. Minute. Durch einen am 11. Oktober 2009 (4. Spieltag) beim Stand von 1:0 (Endstand 3:0) im Heimspiel gegen den SC Freiburg erlittenen Kreuzbandriss musste sie die Saison kurz darauf jedoch vorzeitig beenden und kehrte erst im September 2010 auf den Platz zurück.
Nachdem sie in Bad Neuenahr aus disziplinarischen Gründen im Januar 2011 suspendiert worden war, wechselte sie im Februar 2011 zu Bayer 04 Leverkusen. Dort war sie aufgrund eines Formfehlers im Vertrag in den noch ausstehenden Spielen der Saison jedoch nicht spielberechtigt. Ihr Pflichtspieldebüt erfolgte zum Saisonauftakt am 21. August 2011 bei der 0:3-Niederlage im Bundesliga-Auswärtsspiel gegen den FC Bayern München. Ihr erstes Tor für Leverkusen erzielte sie am 18. März 2012 (15. Spieltag) mit dem Treffer zum 4:1-Endstand in der 88. Minute im Auswärtsspiel gegen den 1. FC Lokomotive Leipzig. Nachdem sie in der Saison 2013/14 verletzungsbedingt nur noch zu einem Bundesligaeinsatz gekommen war, unterschrieb Kalin zur Saison 2014/15 einen Einjahresvertrag beim Zweitligisten 1. FC Köln. Mit drei Toren in 20 Punktspielen trug sie zur Meisterschaft in der Gruppe Süd der zweigleisigen 2. Bundesliga, verbunden mit dem Aufstieg in die Bundesliga, bei. In dieser Spielklasse wurde sie 19 Mal eingesetzt und am Saisonende musste sie mit ihrer Mannschaft den Gang in die 2. Bundesliga antreten. In ihren letzten neun Zweitligaspielen erzielte sie vier Tore.

### Nationalmannschaft
Ihr Debüt als Nationalspielerin gab sie in der U15-Nationalmannschaft, die das am 11. April 2007 in Freundschaft ausgetragene Länderspiel gegen die U15-Nationalmannschaft Englands mit 2:0 gewann. Bis zum 17. August 2007 schlossen sich vier weitere Länderspiele in dieser Altersklasse an. Vom 30. Oktober 2007 bis zum 5. Juli 2008 wurde sie in sechs Länderspielen der U16-Nationalmannschaft berücksichtigt. Für die U-17-Nationalmannschaft bestritt sie in den Kalenderjahren 2008 und 2009 insgesamt 14 Länderspiele. Höhepunkte waren das zweit und dritte Spiel der Gruppe B und das Spiel um Platz 3 bei der Weltmeisterschaft 2008 in Neuseeland, sowie das Halbfinale und Finale der Europameisterschaft 2009 in der Schweiz. 
Für die U19-Nationalmannschaft kam sie einzig am 27. Oktober 2010 im Freundschaftsspiel gegen die U19-Nationalmannschaft Schwedens, beim 1:1-Unentschieden, zum Einsatz.

## Erfolge
Nationalmannschaft
- Dritter U17-Weltmeisterschaft 2008
- U17-Europameister 2008 (ohne Einsatz) und 2009

1. FC Köln
- Meister 2. Bundesliga Süd 2015 und Aufstieg in die Bundesliga